# Ланцово
Ланцово (словен. Lancovo) — поселення в общині Радовлиця, Горенський регіон, Словенія. Висота над рівнем моря: 357 м.